# Campeonato Chileno de Futebol de 2006 Apertura
O Campeonato Chileno de Futebol de 2006 Apertura (oficialmente Campeonato Nacional de Fútbol Profesional de la Primera División de Chile Torneo Apertura) foi a 79ª edição do campeonato do futebol do Chile. Na primeira fase os 19 clubes se dividem em 4 grupos de 4, mas jogam todos contra todos; os 3 melhores vão para a segunda fase, que se decide em jogos de ida e volta a classificação para as quartas de final, onde os dois melhores perdedores também são classificados. Depois há as semis e as finais, de onde sai o campeão do Apertura, classificado para a Copa Libertadores da América de 2007. Os outros dois classificados são o campeão do clausura e o com melhor pontuação da fase classificatória (agregada Clausura e Apertura). Para a Copa Sul-americana 2006 eram classificados os dois primeiros na contagem de pontos do apertura.Os três últimos colocados da tabela anual (incluindo a pontuação do clausura) são rebaixados diretamente para a Campeonato Chileno de Futebol - Segunda Divisão.O clube Club Social y de Deportes Concepción descendeu para o segundo escalão por dívidas.

## Participantes
| Equipe                                        | Cidade                                                   | Região                           | No ano anterior                                                     | Estádio                           | Capacidade | Títulos                                                                       | Participações |
| --------------------------------------------- | -------------------------------------------------------- | -------------------------------- | ------------------------------------------------------------------- | --------------------------------- | ---------- | ----------------------------------------------------------------------------- | ------------- |
| Club Social y Deportivo Colo-Colo             | Macul                                                    | Região Metropolitana de Santiago | Quartas de Final                                                    | Estádio Monumental David Arellano | 47.017     | 23 (Último em 2002 Clausura)                                                  | 79            |
| Club Deportivo Universidad Católica           | Las Condes                                               | Região Metropolitana de Santiago | Campeão                                                             | Estádio San Carlos de Apoquindo   | 20.000     | 10 (último em 2005 Clausura)                                                  | 70            |
| Club de Deportes Cobreloa                     | Calama                                                   | Região de Antofagasta            | Quartas de Final                                                    | Estádio Municipal de Calama       | 12.000     | 8 (1980, 1982, 1985, 1988, 1992, 2003 Apertura, 2003 Clausura, 2004 Clausura) | 34            |
| Club Deportivo Palestino                      | La Cisterna                                              | Região Metropolitana de Santiago | Primeira Fase                                                       | Estádio Municipal de La Cisterna  | 12.000     | 2 (1955, 1978)                                                                | 56            |
| Club Universidad de Chile                     | Santiago                                                 | Região Metropolitana de Santiago | Vice Campeão                                                        | Estádio Nacional de Chile         | 55.100     | 13 (último em 2003 Apertura)                                                  | 72            |
| Club de Deportes Coquimbo Unido               | Coquimbo                                                 | Região de Coquimbo               | Primeira Fase                                                       | Estádio La Pampilla               | ---        | 0 (não possui)                                                                | 28            |
| Club Deportivo Huachipato                     | Talcahuano                                               | Região de Bío-Bío                | Quartas de Final                                                    | Estádio Las Higueras              | -----      | 1 (1974)                                                                      | 37            |
| Audax Club Sportivo Italiano                  | La Florida                                               | Região Metropolitana de Santiago | Primeira Fase                                                       | Estádio Municipal de La Florida   | 12.000     | 4 (1936, 1946, 1948, 1957)                                                    | 65            |
| Club de Deportes Santiago Wanderers           | Valparaíso                                               | Região de Valparaíso             | Primeira Fase                                                       | Estádio Elías Figueroa Brander    | 23.000     | 3 (1958, 1968, 2001)                                                          | 54            |
| Unión Española                                | Independencia                                            | Região Metropolitana de Santiago | Primeira Fase                                                       | Estádio Santa Laura               | 22.375     | 6 (1943, 1951, 1973, 1975, 1978, 2005 Apertura)                               | 76            |
| Club Social de Deportes Rangers               | Talca                                                    | Região de Maule                  | Primeira Fase                                                       | Estádio Fiscal de Talca           | 8.324      | 0 (não possui)                                                                | 46            |
| Club Deportes Cobresal                        | Localidade de El Salvador, na comuna de Diego de Almagro | Região de Atacama                | Semifinais                                                          | Estádio El Cobre                  | 8.000      | 0 (não possui)                                                                | 19            |
| Club Deportivo Universidad de Concepción      | Concepción                                               | Região de Bío-Bío                | Quartas de Final                                                    | Estádio Municipal de Concepción   | 35.000     | 0 (não possui)                                                                | 7             |
| Club de Deportes Puerto Montt                 | Puerto Montt                                             | Região de Los Lagos              | Primeira Fase                                                       | Estádio Regional de Chinquihue    | 5.300      | 0 (não possui)                                                                | 13            |
| Corporación Deportiva Everton de Viña del Mar | Viña del Mar                                             | Província de Valparaíso          | Primeira Fase                                                       | Estádio Sausalito                 | 25.000     | 3 (1950, 1952, 1976)                                                          | 55            |
| Club de Deportes La Serena                    | La Serena                                                | Região de Coquimbo               | Semifinais                                                          | Estádio La Portada                | 18.500     | 0 (não possui)                                                                | 37            |
| Corporación Club de Deportes Santiago Morning | La Pintana                                               | Região Metropolitana de Santiago | Acesso pelo Campeonato Chileno de Futebol de 2005 - Segunda Divisão | Estádio Municipal de La Pintana   | 6.000      | 1 (1942)                                                                      | 43            |
| O'Higgins Fútbol Club                         | Rancagua                                                 | Região de O'Higgins              | Acesso pelo Campeonato Chileno de Futebol de 2005 - Segunda Divisão | Estádio El Teniente               | 14.550     | 0 (não possui)                                                                | 42            |
| Club de Deportes Antofagasta                  | Antofagasta                                              | Região de Antofagasta            | Acesso pelo Campeonato Chileno de Futebol de 2005 - Segunda Divisão | Estádio Regional de Antofagasta   | 26.339     | 0 (não possui)                                                                | 20            |

## Campeão
| Campeão Chileno 2006 - Apertura                                |
| -------------------------------------------------------------- |
| Club Social y Deportivo Colo-Colo (Macul) (24º título) Campeão |